# Hans Otto Gericke
Hans Otto Gericke (* 9. März 1933 in Magdeburg; † 25. August 2016) war ein deutscher Pädagoge, Historiker und Professor an der Otto-von-Guericke-Universität Magdeburg.

## Leben
Hans Otto Gericke studierte Geschichte, Geographie und Pädagogik an der Martin-Luther-Universität Halle-Wittenberg. Von 1955 bis 1965 war er Gymnasiallehrer. 1965 wurde er Mitarbeiter des Pädagogischen Institutes Magdeburg, wo er 1967 zum Dr. phil. promoviert wurde. 1982 wurde er als Professor für Geschichtswissenschaft an die Pädagogische Hochschule Magdeburg berufen, wo er bis 1997 (ab 1993: Otto-von-Guericke-Universität) lehrte. Von 1985 bis 1988 führte er eine Auslands-Lehrtätigkeit am Instituto Superior de Ciências da Educação in Lubango (Angola) durch.
Hans Otto Gericke ist Autor mehrerer Veröffentlichungen mit dem Schwerpunkt der Bergbau- und Industriegeschichte Mitteldeutschlands.

## Veröffentlichungen
- Die Elektrizitätsversorgung in Sachsen-Anhalt : ein Abriss der regionalen Entwicklung von den Anfängen bis 1946/47. Mitteldt. Verl., Halle (Saale) 2012, ISBN 978-3-89812-861-2.
- Das privilegierte sächsische Messingwerk Niederauerbach i. Vogtl. : Die Geschichte eines bedeutenden Hüttenwerkes von 1593 bis 1926. Vogtland-Verlag, Plauen-Jößnitz 2008, ISBN 978-3-92882-845-1.
- Magdeburg in Karten, Plänen und Ansichten. Verl. Delta-D, Magdeburg 2007,  ISBN 9783935831345.
- Frühe Dampfmaschinen bis um 1800 in der weiteren Umgebung von Magdeburg. In: Monumenta Guerickiana, Bd. 14/15 (2006), S. 115–122. ISSN 1439-8346
- Braunes Gold in Anhalt: zur Geschichte der Braunkohlengewinnung und Verarbeitung im Gebiet von Anhalt von etwa 1700 bis zur Mitte des 20. Jahrhunderts. Funk-Verl., Dessau 2005, ISBN 978-3-936124-57-6.
- Die Verwendung von Koks bei der Erzverhüttung im mitteldeutschen Raum um 1584. In: Technikgeschichte, Band 66, 1999, Heft 2, Seite 87–113.
- Von der Holzkohle zum Koks. Die Ausweirkungen der „Holzkrise“ auf die Mansfelder Kupferhütten. In: VSWG, Band 85, 1998, Heft 2, Seite 156–195.
- Betriebsgeschichte des Stammwerkes VEB Schwermaschinenbau „Karl Liebknecht“ Magdeburg – Kombinat für Dieselmotoren und Industrieanlagen. Teil 1 bis 4. Magdeburg, 1982–1985